# Калиник Георгатос
Калиник (на гръцки: Καλλίνικος) е гръцки духовник, костурски митрополит от 2021 година.

## Биография
Роден е в 1966 година във Воден с името Николаос Георгатос (Νικόλαος Γεωργάτος) в семейството на Евангелос и Мария. Завършва начално училище в родния си град в 1984 година, след което в 1986 година завършва Педагогическата академия в Ираклио на Крит. Посещава една година училището на Гръцката организация за работна ръка в Солун. В 1990-1991 година отбива редовната си военна служба като танкист в Авлона, Беотия, на Родос и в Литохоро. След това от 1991 до 1999 година работи като учител във воденското село Въгени (Севастиана), на Крит, в Западна Атика, Атина и Етолоакарнания. В 1994-1995 година посещава семинарията на Атинската архиепископия, като учител му е Йеротей Влахос. След като Йеротей става навпактски митрополит в 1995 година, Георгатос го последва в Навпакт като негов секретар.
На 18 септември 1999 година се замонашва под името Калиник в чест на обявения за светец воденски митрополит Калиник, на 19 септември 1999 година е ръкоположен за дякон, а на 1 януари 2000 година за презвитер в катедралата „Свети Димитър“ в Навпакт от Йеротей Влахос. В 2000 година получава офикията архимандрит. В 2000 година завършва Богословския факултет на Солунския университет. Служи като ефимерий в Орини, Навпактия (2000-2003), след това е секретар на игуменския съвет на манастира „Света Богородица Амбелакиотиса“ (2003-2017). В 2003 година е назначен за редовен проповедник от Светия синод на Църквата на Гърция. В 2017 година Синодът го назначава за протосингел на Навпактската и Агиовласийска митрополия.
На 8 октомври 2021 година архимандрит Калиник е избран за митрополит на Костур с 47 гласа срещу архимандрит Христофор Ангелопулос (26 гласа) и архимандрит Николаос Янусас (1 глас).
На 10 октомври 2021 година архимандрит Калиник е ръкоположен за митрополит на Костур в атинската катедрала „Благовещение Богородично“. Ръкоположението е извършено от архиепископа на Атина и цяла Гърция Йероним II Атински в съслужение с митрополитите Йеротей Навпактски, Кирил Кифисийски, Хрисостом Никополски, Давид Гревенски, Димитър Кефалинийски и Атанасий Сятищки.